# Robenílson de Jesus
Robenílson Vieira de Jesus (ur. 24 września 1987 w Salvador) – brazylijski bokser, brązowy medalista igrzysk panamerykańskich.
W roku 2011, wystąpił  w Igrzyskach Panamerykańskich w Gudalajarze zdobywając brązowy medal w wadze koguciej. Pokonał Felixa Verdejo (Portoryko) i Deivisa Julio (Kolumbia) a w półfinale przegrał z Óscarem Valdezem (Meksyk).
W maju 2012 w Rio de Janeiro uzyskał kwalifikację do Igrzysk Olimpijskich w Londynie. Na igrzyskach pokonał Orzubeka Szoimowa z Uzbekistanu i Siergieja Wodopjanowa z Rosji a w ćwierćfinale przegrał z Kubańczykiem Lázaro Álvarezem.